# Wolfgang Marggraf
Wolfgang Marggraf (* 2. Dezember 1933 in Leipzig; † 21. März 2023 in Lörrach) war ein deutscher Musikwissenschaftler und Hochschullehrer.

## Leben
Wolfgang Marggraf studierte von 1952 bis 1957 Musikwissenschaft und Kunstgeschichte an den Universitäten in Jena und Leipzig und wurde 1964 zum Dr. phil. promoviert.
Nachdem er als Dramaturg an den Theatern Rudolstadt und Erfurt tätig gewesen war, nahm er 1966 seine Lehrtätigkeit im Fach Musikgeschichte an der Hochschule für Musik „Franz Liszt“ Weimar auf, wo er 1988 zum Professor für Musikwissenschaft ernannt wurde und von 1990 bis 1993 als erster frei gewählter Rektor amtierte. Danach leitete er bis 1998 als Direktor das Institut für Musikwissenschaft. In dieser Zeit machte er sich um die Neustrukturierung und Umgestaltung der Hochschule und die Gründung des gemeinsamen Institutes für Musikwissenschaft der Hochschule für Musik „Franz Liszt“ Weimar und der Universität Jena verdient.
Neben weiteren musikwissenschaftlichen Veröffentlichungen verfasste Wolfgang Marggraf Biografien zu Joseph Haydn, Franz Schubert, Giuseppe Verdi und Giacomo Puccini und untersuchte das gesamte sinfonische Werk Joseph Haydns.
Wolfgang Marggraf starb am 21. März 2023 in Lörrach-Brombach, wo er zuletzt gelebt hatte.

## Veröffentlichungen (Auswahl)
- Franz Schubert. Philipp Reclam jun., Leipzig 1967.
- Giacomo Puccini. Philipp Reclam jun., Leipzig 1977.
- Franz Liszt. Schriften zur Tonkunst. Philipp Reclam jun., Leipzig 1981.
- Giuseppe Verdi. Deutscher Verlag für Musik, Leipzig 1982.
- mit Werner Felix und Vera Reising (Hrsg.): Musikgeschichte – Ein Grundriß. Deutscher Verlag für Musik, Leipzig 1984.
- Bach in Leipzig. Brockhaus-Verlag, Leipzig 1985.
- Franz Liszt in Weimar. Verlag Rat der Stadt Weimar, 1985.
- Joseph Haydn. Versuch einer Annäherung. Philipp Reclam jun., Leipzig 1990.
- Schiller auf der italienischen Opernbühne. in: Schiller-Vertonungen im frühen 19. Jahrhundert. Weimarer Schillerverein, 1993.
- Die Sinfonien Joseph Haydns.[3]